# Sông Trà Lý
Sông Trà Lý là một phân lưu của sông Hồng chảy ngang qua tỉnh Thái Bình gần như theo hướng Tây Tây Bắc-Đông Đông Nam với một vài đoạn uốn cong, chiều dài khoảng 67 km. Đoạn chảy qua thành phố Thái Bình có tên là sông Bo gắn liền với giống ổi Bo nổi tiếng của xã Hoàng Diệu, thành phố Thái Bình.
Điểm đầu từ ngã ba Phạm Lỗ nơi giáp ranh của xã Phú Phúc (huyện Lý Nhân, tỉnh Hà Nam) với hai xã Hồng Minh (huyện Hưng Hà), Hồng Lý (huyện Vũ Thư) cùng tỉnh Thái Bình. Đây là điểm nối với sông Hồng.
Điểm cuối là cửa Trà Lý đổ ra biển Đông, ranh giới giữa hai xã Thái Đô (huyện Thái Thụy) và xã Đông Trà (huyện Tiền Hải) cùng tỉnh Thái Bình.
Trên sông Trà Lý hiện có 8 cây cầu bắc qua, trong đó tại thành phố Thái Bình có 4 cầu. 
- Cầu Tịnh Xuyên thuộc ĐT454 nối 2 huyện Hưng Hà và Vũ Thư
- Cầu Hòa Bình thuộc tuyến tránh QL10, thành phố Thái Bình
- Cầu Thái Bình (còn gọi là cầu Bo mới) thuộc QL10, thành phố Thái Bình
- Cầu Bo, thành phố Thái Bình
- Cầu Quảng Trường Thái Bình, thành phố Thái Bình
- Cầu Trà Giang thuộc ĐT457 nối hai huyện Kiến Xương và Thái Thụy
- Cầu Trà Lý thuộc QL37B nối hai huyện Tiền Hải và Thái Thụy
- Cầu Trà Lý 2 phía sát cửa sông thuộc tuyến đường bộ ven biển nối hai huyện Tiền Hải và Thái Thụy

Khả năng đảm bảo giao thông: các loại tàu thuyền, sà lan có tải trọng 200 tấn đều có thể vận tải được trên sông cả mùa khô và mùa mưa.